# Barbara Schwartz
Barbara Schwartz (Wenen, 27 januari 1979) is een voormalig tennisspeelster uit Oostenrijk. Schwartz begon met tennis toen zij zes jaar oud was. Haar favoriete ondergrond is hardcourt. Zij speelt linkshandig en heeft een enkelhandige backhand. Zij was actief in het proftennis van 1995 tot en met 2006. Schwartz vertegenwoordigde haar geboorteland op de Fed Cup, in de jaren 1998–1999, 2001–2002, 2004, 2006 en nog in 2008 (toen ze eigenlijk al met pensioen was).

## Loopbaan

### Enkelspel
Schwartz debuteerde in 1994 op het ITF-toernooi van Bogota (Colombia) – zij bereikte er meteen de kwartfinale. Zij stond in 1995 voor het eerst in een finale, op het ITF-toernooi van Bossonnens (Zwitserland) – hier veroverde zij haar eerste titel, door de Spaanse Conchita Martínez Granados te verslaan. In totaal won zij zes ITF-titels, de laatste in 2001 in The Bronx (New York, VS).
In 1996 kwalificeerde Schwartz zich voor het eerst voor een WTA-hoofdtoernooi, op het toernooi van Linz. Op de WTA-toernooien kwam zij nooit voorbij de kwartfinale.
Haar beste resultaat op de grandslamtoernooien is het bereiken van de kwartfinale, op Roland Garros 1999 – tevens boekte zij daar haar mooiste overwinning: als kwalificante versloeg zij Venus Williams (WTA-5) in de vierde ronde. Haar hoogste notering op de WTA-ranglijst is de veertigste plaats, die zij bereikte in november 1999.

### Dubbelspel
Schwartz was in het dubbelspel minder actief dan in het enkelspel. Zij debuteerde in 1994 op het ITF-toernooi van Bogota (Colombia) samen met de Colombiaanse Andrea Montoya. Zij stond in 1995 voor het eerst in een finale, op het ITF-toernooi van Salzburg (Oostenrijk), samen met landgenote Evelyn Fauth – hier veroverde zij haar eerste titel, door het Tsjechische duo Sylva Nesvadbová en Milena Nekvapilová te verslaan. In totaal won zij zes ITF-titels, de laatste in 2002 in Vaihingen (Duitsland).
In 1996 speelde Schwartz voor het eerst op een WTA-hoofdtoernooi, op het toernooi van Bol, samen met de Duitse Anca Barna. Zij bereikten er de tweede ronde. Zij stond in 2000 voor het eerst in een WTA-finale, op het toernooi van Auckland, samen met landgenote Patricia Wartusch – zij verloren van het koppel Cara Black en Alexandra Fusai. In 2002 veroverde Schwartz haar eerste WTA-titel, op het toernooi van Brussel, samen met de Duitse Jasmin Wöhr, door het koppel Tathiana Garbin en Arantxa Sánchez te verslaan. In totaal won zij twee WTA-titels, de tweede in 2004 in Bogota, weer samen met Jasmin Wöhr.
Haar beste resultaat op de grandslamtoernooien is het bereiken van de tweede ronde, op Wimbledon 2004, eveneens samen met Jasmin Wöhr. Haar hoogste notering op de WTA-ranglijst is de 106e plaats, die zij bereikte in januari 2000.

## Posities op deWTA-ranglijst
Positie per einde seizoen:
| jaartal | ranking enkelspel | ranking dubbelspel |
| ------- | ----------------- | ------------------ |
| 2004    | 310               | 134                |
| 2003    | 185               | –                  |
| 2002    | 126               | 126                |
| 2001    | 89                | 869                |
| 2000    | 758               | 257                |
| 1999    | 42                | 132                |
| 1998    | 108               | 320                |
| 1997    | 201               | 252                |
| 1996    | 209               | 199                |
| 1995    | 375               | 710                |
| 1994    | 518               | 583                |

## Palmares
| Legenda                |
| ---------------------- |
| Grandslamtoernooi      |
| Olympische Spelen      |
| Year-End Championships |
| Tier I                 |
| Tier II                |
| Tier III               |
| Tier IV & V            |

### WTA-finaleplaatsen enkelspel
Geen.

### WTA-finaleplaatsen vrouwendubbelspel
| nr.              | finaledatum | toernooi     | ondergrond | partner           | tegenstandsters                                | score         |         |
| ---------------- | ----------- | ------------ | ---------- | ----------------- | ---------------------------------------------- | ------------- | ------- |
| Gewonnen finales |             |              |            |                   |                                                |               |         |
| 1.               | 2002-07-14  | WTA Brussel  | gravel     | Jasmin Wöhr       | Tathiana Garbin Arantxa Sánchez                | 6-2, 0-6, 6-4 | details |
| 2.               | 2004-02-29  | WTA Bogota   | gravel     | Jasmin Wöhr       | Anabel Medina Garrigues Arantxa Parra Santonja | 6-1, 6-3      | details |
| Verloren finales |             |              |            |                   |                                                |               |         |
| 1.               | 2000-01-08  | WTA Auckland | hardcourt  | Patricia Wartusch | Cara Black Alexandra Fusai                     | 6-3, 3-6, 4-6 | details |
| 2.               | 2002-06-16  | WTA Wenen    | gravel     | Jasmin Wöhr       | Petra Mandula Patricia Wartusch                | 2-6, 4-6      | details |

## Prestatietabel grandslamtoernooien
| Legenda | Legenda                          |
| ------- | -------------------------------- |
| g.t.    | geen toernooi gehouden           |
| l.c.    | lagere categorie                 |
| –       | niet deelgenomen                 |
| G       | uitgeschakeld in de groepsfase   |
| 1R      | uitgeschakeld in de eerste ronde |
| 2R      | uitgeschakeld in de tweede ronde |
| 3R      | uitgeschakeld in de derde ronde  |
| 4R      | uitgeschakeld in de vierde ronde |
| KF      | uitgeschakeld in de kwartfinale  |
| HF      | uitgeschakeld in de halve finale |
| F       | de finale verloren               |
| W       | het toernooi gewonnen            |
| w-v     | winst/verlies-balans             |

### Enkelspel
| Toernooi        | 1998 | 1999 | 2000 | 2001 | 2002 | 2003 | 2004 | w-v |
| --------------- | ---- | ---- | ---- | ---- | ---- | ---- | ---- | --- |
| Australian Open | –    | 2R   | 1R   | –    | 2R   | 3R   | –    | 4-4 |
| Roland Garros   | 3R   | KF   | 1R   | –    | 1R   | –    | 1R   | 6-5 |
| Wimbledon       | 1R   | 1R   | 1R   | 3R   | 1R   | –    | –    | 2-5 |
| US Open         | 1R   | 1R   | –    | 3R   | 2R   | –    | –    | 3-4 |

### Vrouwendubbelspel
| Toernooi        | 2000 | 2001 | 2002 |    | 2004 | w-v |
| --------------- | ---- | ---- | ---- | -- | ---- | --- |
| Australian Open | 1R   | –    | –    | –  | 0-1  |     |
| Roland Garros   | –    | –    | –    | –  | 0-0  |     |
| Wimbledon       | –    | 1R   | –    | 2R | 1-2  |     |
| US Open         | –    | –    | 1R   | –  | 0-1  |     |